# Hecatera maderae
Hecatera maderae là một loài bướm đêm trong họ Noctuidae.